# Muzyczny telegraf
Muzyczny telegraf - wczesny instrument muzyczny z grupy elektrofonów elektromechanicznych wynaleziony przez Amerykanina Elisha Gray w 1876. Gray w czasie pracy nad telegrafem odkrył, że sterując wibratorem elektrycznym, można zmieniać wysokość dźwięku generowanego przez telegraf. Muzyczny telegraf wyposażony był w dwuoktawową klawiaturę.